# Кандыбович, Сергей Львович
Серге́й Льво́вич Кандыбо́вич (бел. Сярге́й Льво́віч Кандыбо́вічрод. 21 июня 1959, Минск) — российский учёный и общественный деятель. Заслуженный деятель науки Российской Федерации (2008), доктор психологических наук (2000), профессор (2003), академик Российской академии образования (2019; член-корреспондент — 2016), иностранный член Национальной академии наук Беларуси (2021), лауреат пяти государственных премий Российской Федерации, лауреат премии Союзного государства в области литературы и искусства за 2021—2022 годы, председатель Федеральной национально-культурной автономии Белорусов России, член президиума Совета при Президенте Российской Федерации по межнациональным отношениям.

## Биография
Родился 21 июня 1959 года в Минске, в семье военнослужащего, белорус.
Отец — Кандыбович Лев Александрович (22.01.1934—07.04.2011), родился в г. Минске, белорус, окончил Казанское Суворовское военное училище (1945—1952), Московское пехотное училище имени Верховного Совета РСФСР (ныне — Московское высшее общевойсковое командное училище) (1952—1954). Проходил военную службу в Беломорском (с 1956 г. Северном, с 1960 г. Ленинградском) военном округе в частях 26-го армейского корпуса. В 1959 г. заочно окончил историко-филологический факультет Архангельского государственного педагогического института имени М. В. Ломоносова (ныне — Поморский государственный университет имени М. В. Ломоносова). После окончания Минского высшего инженерного радиотехнического училища войск ПВО страны (1967 г., с 04.04.1968 - Минское высшее инженерное зенитно-ракетное училище ПВО) был оставлен в нём для прохождения дальнейшей службы. В июле 1991 г. в звании «полковник» с должности начальника кафедры был уволен в запас. Доктор психологических наук (1982 г.), профессор (1983 г.), почетный ученый Военной академии Республики Беларусь (2003 г.). В последующем: до 2011 г. работал профессором на факультете дошкольного образования Минского государственного педагогического института имени А. М. Горького (с 1993 г. Белорусский государственный педагогический университет (БГПУ), с 1995 г. БГПУ имени Максима Танка).
Мать — Кандыбович (урожденная Федорович) Ирина Ивановна (11.12.1932—08.05.2009), родилась в г. Минске, белоруска, окончила Минский медицинский институт (ныне — Белорусский государственный медицинский университет). Работала детским хирургом. Трудовую деятельность завершила заведующим Республиканским детским хирургическим центром (ДХЦ) — заместителем главного врача 1-й городской клинической больницы Минска. Дважды избиралась депутатом Минского городского Совета депутатов трудящихся Белорусской ССР (1975—1977 гг. и 1977—1979 гг.).
В 1976 году С. Л. Кандыбович окончил 26 среднюю школу г. Минска (ныне — Минская государственная гимназия-колледж искусств) с золотой медалью.
В 1981 году окончил Белорусский ордена Трудового Красного Знамени политехнический институт (ныне — Белорусский национальный технический университет — БНТУ), инженерно-экономический факультет с дипломом «инженер-экономист» по специальности «Экономика и организация машиностроительной промышленности». Активный участник стройотрядовского движения в 1977, 1978, 1979, 1980 гг. (1978 г. — командир студенческого строительного отряда, 1980 — комиссар интернационального студенческого строительного отряда). Участник строительства Байкало-амурской железнодорожной магистрали (БАМа).
Прошел полный курс военной подготовки на военной кафедре института по военно-учетной специальности «командир взвода средних танков» и лагерном сборе в июле-сентябре 1981 года. 19 мая 1981 года приказом министра обороны СССР присвоено воинское звание «лейтенант».
В сентябре 1981 года — по рапорту (собственное желание) призван в Советскую Армию сроком на два года, как выпускник высшего учебного заведения с военной кафедрой. В ноябре 1981 года прибыл в г. Бобруйск (военный городок Киселевичи) Могилевской области Белорусской ССР, в 193-ю Днепровскую ордена Ленина Краснознамённую орденов Суворова и Кутузова танковую дивизию, 5-й гвардейской Танковой Краснознаменной армии Краснознаменного Белорусского военного округа, где был назначен в 264-й Барановичский Краснознаменный ордена Суворова танковый полк командиром танкового взвода.
В 1983 году — после окончания срока призыва по рапорту (собственное желание) продлил службу, зачислен в кадровый офицерский состав Советской Армии.
В последующем окончил:
— Свердловское высшее военно-политическое танко-артиллерийское училище имени Л. И. Брежнева, экстерном (1983 г.);
— Высшие академические курсы повышения квалификации и переподготовки руководящего политического состава Вооруженных Сил СССР при Военно-политической академии имени В. И. Ленина (1988 г.);
— Гуманитарную академию Вооружённых сил РФ (до 8 декабря 1991 года — Военно-политическая орденов Ленина и Октябрьской Революции Краснознаменная академия имени В. И. Ленина, с 20 июля 1994 года — Военный университет Министерства обороны Российской Федерации, с 24 сентября 2021 года — Военный университет имени князя Александра Невского Министерства обороны Российской Федерации), заочно, с отличием и с золотой медалью (1988—1992 гг.);
— Учебный центр по переподготовке работников вузов факультета психологии МГУ имени М. В. Ломоносова, (1992—1993 гг.);
— Центр правовой подготовки при Гуманитарной академии Вооружённых сил МО РФ (1992—1993 гг.);
— Институт промышленной собственности и инноватики (26.09.94 вошел в состав «Российской государственной академии интеллектуальной собственности» (РГАИС)(1991—1994 гг.);
— Российскую академию государственной службы при Президенте Российской Федерации (до 6 июня 1994 года — Российская академия управления, с 20 сентября 2010 года присоединена к Академии народного хозяйства с образованием Российской академии народного хозяйства и государственной службы при Президенте Российской Федерации) (1992—1995 гг.)
До 2006 года проходил военную службу в Вооружённых силах СССР и России на командных, политических, военно-политических, научных и профессорско-преподавательских должностях в воинских частях, органах военного управления и воспитания оперативного и оперативно-стратегического звена, вузах Белорусского, Уральского, Прикарпатского и Московского военных округов. Общая выслуга в вооруженных силах - 27 лет.
Воинское звание «полковник» присвоено досрочно (Приказ МО РФ от 10 ноября 1997 г.).
Участник ликвидации последствий аварии на Чернобыльской АЭС (1986 г.).
В январе 1992 года, проходя службу в Штабе Прикарпатского военного округа (г. Львов), отказался принимать Военную присягу Украине.
В 1992 году поступил и в 1995 году окончил полный курс адъюнктской подготовки по специальности «Психология труда в особых условиях» в очной адъюнктуре Гуманитарной академии Вооруженных сил РФ.
В 1995 году защитил кандидатскую диссертацию «Влияние управленческого общения командира танкового подразделения на выполнение подчинёнными сложных учебно-боевых задач» по научной специальности 19.00.14 — психология труда в особых условиях (научный руководитель — доктор психологических наук, профессор М. И. Дьяченко).
В 1997 году поступил и в 2000 году окончил докторантуру Военной ордена Октябрьской Революции Краснознаменной академии химической защиты имени Маршала Советского Союза С. К. Тимошенко.
В 2000 году защитил докторскую диссертацию «Психолого-акмеологические основы управленческой деятельности командира войск радиационной, химической и биологической защиты» по научной специальности 19.00.13 — психология развития, акмеология (научный консультант — доктор психологических наук, профессор А. А. Деркач).
В 2008 году за заслуги в научно-педагогической деятельности и подготовке высококвалифицированных специалистов присвоено почётное звание «Заслуженный деятель науки Российской Федерации».
В 2016 году избран членом-корреспондентом Российской академии образования (РАО) по Отделению общего и среднего образования, научное направление «Дидактические основы формирования поликультурной образовательной среды».
В 2019 году избран действительным членом (академиком) РАО по Отделению психологии и возрастной физиологии, научное направление «Методология психологии».
В 2020 г. принял участие в качестве добровольца в исследовании эффективности, иммуногенности и безопасности вакцины Спутник-V (комбинированной векторной вакцины для профилактики коронавируной инфекции, вызываемой вирусом SARS-CoV-2 (Covid-19)).
Женат, имеет двоих детей и пятерых внуков.

## Общественно-политическая деятельность
После официального запрета в августе 1991 года на территории Львовской области и города Львова Львовской областной организации ЛКСМУ как молодёжной партийной структуры и практически перехода её на нелегальное положение, организовал и участвовал в её работе как делегат XXVII конференции Львовской областной комсомольской организации 12-13 октября 1991 года. В ходе конференции было принято решение продолжить деятельность организации, получившей юридическое название Львовская областная комсомольская организация (ЛОКО), были утверждены Устав и Программное заявление, избран Президиум ЛОКО.
1 ноября 1999 года зарегистрирован кандидатом в депутаты Государственной думы Федерального собрания Российской Федерации третьего созыва, по федеральному списку кандидатов избирательного объединения «Общероссийское политическое движение „В поддержку армии“».
Член Консультативного совета по делам белорусов зарубежья при Министерстве иностранных дел Республики Беларусь (Приказы МИД РБ № 18 от 13 марта 2015 г.: № 69 от 18 ноября 2021 г.; № 67 от 29 ноября 2023 г.).
Член генерального совета Международного союза неправительственных организаций «Ассамблея народов Евразии» (с 2017 г.).
Доверенное лицо Путина В. В., кандидата на должность Президента Российской Федерации на выборах Президента Российской Федерации 18 марта 2018 года (распоряжение Центральной избирательной комиссии Российской Федерации № 126/1057-7 от 12 января 2018).
Участник собрания инициативной группы избирателей в Московском концертном зале "Зарядье" 16 декабря 2023 г. по выдвижению Владимира Путина кандидатом на выборах главы государства в 2024 году в качестве самовыдвиженца.
Доверенное лицо Путина В.В., кандидата на должность Президента Российской Федерации на выборах Президента Российской Федерации 17 марта 2024 года (постановление Центральной избирательной комиссии Российской Федерации № 145/1112-8 от 28 декабря 2023 г.)
Член рабочей группы по подготовке предложений о внесении поправок в Конституцию Российской Федерации (распоряжение Президента РФ от 15 января 2020 года). Входил в подгруппу «Международное право». После принятия поправок в Конституцию в ходе всенародного голосования (25 июня — 1 июля 2020 г.) по предложению Президента РФ В. В. Путина рабочая группа продолжила свою деятельность на постоянной основе в качестве рабочей группы по мониторингу и реализации конституционных изменений.
Член рабочей группы Совета при Президенте Российской Федерации по межнациональным отношениям по доработке целей, задач и целевых индикаторов проекта Стратегии государственной национальной политики Российской Федерации на период до 2036 года (решение Президиума Совета при Президенте Российской Федерации по межнациональным отношениям от 9 октября 2024 года).

### Критика, связь с ФСБ
В октябре 2022 года, на фоне российского вторжения на Украину, предложил наказывать антивоенно настроенных психологов, так он предложил внести в закон о психологической помощи в РФ «пункт о том, что в своей деятельности психологи действуют не только в интересах клиента, но и в интересах национальной безопасности Российской Федерации». По мнению Кандыбовича, «деятельность психолога не должна быть нацелена на формирование или поощрение протестных настроений граждан, направленных против действующей власти, президента и правительства РФ», а «психологи, замеченные в антироссийских, антиправительственных действиях или высказываниях, должны быть лишены права заниматься профессиональной психологической деятельностью».
По данным Meduza, как следует из утечки из почты сотрудника ФСБ, Кандыбович на протяжении многих лет пересылал сотруднику ФСБ свою рабочую переписку со знакомыми белорусами, а также согласовывал с ним тексты своих выступлений о взаимоотношениях России и Белоруссии. В марте 2018-го сотрудник ФСБ Дубов и Кандыбович согласовывали «примерный текст» доноса на польского журналиста Томаша Мацейчука, который участвовал в ток-шоу на государственных российских телеканалах, отстаивая проукраинскую точку зрения. В своем доносе Кандыбович призывал запретить Мацейчуку доступ к российским СМИ, так как он «агрессивно ведёт себя по отношению к многонациональному народу России» и «разжигает межнациональную рознь». После того как сотрудник ФСБ одобрил текст, Кандыбович «запустил его по всем адресам».

## Научная деятельность
Основная область научных интересов — военная психология, методология психологии, психология межнациональных отношений, теоретические и практические вопросы патриотического воспитания молодежи.
Является автором более 100 научных и научно-методических работ, в том числе монографий: «Проблемы отечественной психологии» (2020), «Стратегия и практика достижения высшей квалификации субъектом инновационного труда» (2018), «Петр Машеров — эпоха и судьба» (2017) и других
Подготовил 5 кандидатов психологических наук, в числе которых Лётчик-космонавт СССР Крикалёв С.К.
Первый заместитель Главного редактора, председатель научно-редакционного совета научного журнала «Человеческий капитал» ISSN: 2074—2029; (Москва, Российская Федерация).
Член редакционного совета нескольких научных журналов

## Общественная деятельность
Председатель Федеральной национально-культурной автономии Белорусов России с 24 мая 2015 года. Избран на VI съезде ФНКА Белорусов России 24 мая 2015 г. Переизбран на VII съезде ФНКА Белорусов России 5 декабря 2020 г.  Член совета ФНКА Белорусов России с мая 2007 года, первый заместитель председателя совета ФНКА (2007—2010).
Член Совета при Президенте Российской Федерации по межнациональным отношениям (Указ Президента Российской Федерации от 31.01.2016 г. № 33), член президиума Совета (с 2017 г.).
Заместитель председателя Консультативного совета по делам национально-культурных автономий при Федеральном агентстве по делам национальностей (ФАДН России) (с 8 декабря 2021 г.). Член совета с 2015 г.
Заместитель председателя Совета по делам национальностей при Правительстве Москвы (с 10 сентября 2020 г.).
Член президиума Общероссийской общественно-государственной организации «Ассамблея Народов России» с 17 мая 2022 г., член совета со 2 ноября 2023 г.
Член Совета руководителей федеральных национально-культурных автономий (ФНКА) при Комитете Государственной Думы Федерального собрания РФ по делам национальностей (с 2016 г.).
Член Экспертно-консультативного совета при Межведомственной рабочей группе Правительства Российской Федерации по вопросам межнациональных отношений (с 2015 г.).
Заместитель председателя Комиссии по вопросам патриотического и духовно-нравственного воспитания детей и молодежи Совета при Президенте Российской Федерации по межнациональным отношениям (с 2017 г.).
Председатель общественного совета Государственного бюджетного учреждения города Москвы «Московский дом национальностей» (с 10 сентября 2020 г.). Член совета с 2013 г.
Сопредседатель совета Общероссийской общественной организации «Ассамблея народов России» (АНР) с 23 декабря 2021 г. Первый заместитель председателя совета АНР с 28 мая 2017 года. Заместитель председателя совета АНР с 08 июня 2013 г. , член президиума АНР с 2004 г.
Почетный член правления Совета землячеств Украины города Москвы (с 2019 г.). С 2022 г. — Совет землячеств выходцев из Украины.
Член Попечительского совета Храма св. вмц. Ирины в Покровском г. Москвы (Подворье Патриарха Московского и всея Руси с Представительством Белорусского Экзархата в г. Москве) с 2019 года.
Председатель совета Региональной национально-культурной автономии (РНКА) «Белорусы Москвы» с 14 марта 2007 года по 10 декабря 2015 года (член Совета РНКА «Белорусы Москвы» 2002—2017 гг.).
Член Союза журналистов России с 2003 г.
Член Геральдического совета города Москвы (Постановление Правительства Москвы от 25 июля 2012 г. № 354-ПП О геральдическом совете города Москвы).
Член Российско-Белорусского делового совета при Торгово-промышленной палате Российской Федерации с 26 сентября 2018 г. Руководитель рабочей группы РБДС по социальным проектам с 17 апреля 2019 г.
Председатель Некоммерческой организации «Ассоциация предпринимателей Союзного государства» (с 12 мая 2016 г.).

## Награды
Государственные премии и премии Правительства России:
- лауреат Премии Правительства Российской Федерации 2006 года в области образования (Постановление Правительства РФ от 4 августа 2006 года № 474[22]) за работу «Инновационно-модульный комплекс университетского образования по специальности и направлению „Социальная работа“ для образовательных учреждений высшего профессионального образования»;
- лауреат Государственной премии Российской Федерации имени Маршала Советского Союза Г. К. Жукова в области военной науки (Указ Президента РФ от 6 мая 2010 года № 555[23]) — за комплекс научных трудов и учебных пособий по истории, теории, методологии и технологиям морально-психологического обеспечения войны и боя, способствующих развитию военной науки и укреплению обороноспособности государства;
- лауреат Премии Правительства Российской Федерации 2011 года в области науки и техники (Распоряжение Правительства РФ от 6 февраля 2012 года № 146-р[24]) — за разработку и внедрение экологически безопасного высокотехнологичного наукоемкого производственного терминального комплекса по глубокой переработке маслосодержащих культур;
- лауреат Премии Правительства Российской Федерации 2015 года в области культуры (Распоряжение Правительства РФ от 17 декабря 2015 г. № 2603-р[25]) — за социально-просветительский проект, посвященный 70-летию общей Победы народов Советского Союза в Великой Отечественной войне «Память о Великой Победе как культурно-историческое наследие современного общества».
- лауреат Премии Союзного государства в области литературы и искусства за 2021—2022 годы (Постановление Высшего Государственного Совета Союзного государства от 12 июля 2022 г. № 2) — за издательский проект, посвященный 75‑летию общей Победы народов Советского Союза в Великой Отечественной войне, «Историческая память Союзного государства».
- лауреат Премии Правительства Российской Федерации 2022 года в области науки и техники (Распоряжение Правительства РФ от 26 октября 2022 года № 3179-р[26]) — за разработку и создание высококонкурентных отечественных сортов сои, применение инновационных технологий в производстве и переработке маслосодержащих культур с целью обеспечения продовольственной безопасности и укрепления экспортного потенциала страны.

Награды СССР
- медаль «За отличие в воинской службе» I ст. (от имени ПВС СССР приказ МО СССР № 0358 от 3 апреля 1990 г.);
- медаль «За укрепление боевого содружества» (от имени ПВС СССР 7 мая 1986 г.);
- медаль «За строительство Байкало-Амурской магистрали» (от имени ПВС СССР Указом Президиума Верховного совета РСФСР от 29 октября 1980 г.);
- юбилейная медаль «70 лет Вооруженных сил СССР» (Указ Президиума Верховного Совета СССР от 28 января 1988 г.);
- медаль «В память 1500-летия Киева» (от имени ПВС СССР решением исполнительного комитета Киевского городского совета народных депутатов от 5 ноября 1990 г.);
- медаль «За безупречную службу» III ст. (Приказ МО СССР № 232 от 29 декабря 1991 г.).

Награды Российской Федерации
- Почетная грамота Президента Российской Федерации (Распоряжение Президента РФ от 2 января 2021 г. Нагрудный знак № 10137) — за большой вклад в укрепление российской государственности и активную общественную деятельность;
- Благодарность Президента Российской Федерации (Распоряжение Президента РФ от 15 ноября 2022 года) — за заслуги в реализации государственной национальной политики;
- Благодарность Президента Российской Федерации (Распоряжение Президента РФ от 13 декабря 2024 года) - за активное участие в подготовке и проведении общественно значимых мероприятий
- медаль «В память 850-летия Москвы» (Указ Президента РФ от 26 февраля 1997 г.);
- медаль «За укрепление боевого содружества» (Приказ МО РФ от 10 октября 2018 г. № 726);
- медаль «За отличие в военной службе» I ст. (Приказ МО РФ № 46 от 17 февраля 2003 г.), II ст.;
- медаль «За участие в военном параде в День Победы» (Приказ МО РФ от 28 мая 2010 г. № 392);
- медаль «За вклад в укрепление обороны Российской Федерации» (Приказ МО РФ от 15 июня 2022 г. № 525);
- памятный знак «200 лет Министерству обороны» (Приказ МО РФ от 30 августа 2002 г. № 300);
- знак МО РФ «За службу в танковых войсках» (Приказ ГАБТУ МО РФ от 22.02.2006 г. № 33);
- медаль «За вклад в укрепление правопорядка» (Приказ МВД России от 2 ноября 2018 г. № 1114л/с);
- памятная юбилейная медаль МВД России «300 лет российской полиции» (Приказ МВД России от 20 июня 2019 г. № 638л/с);
- медаль «За отличие в службе» (ФСЖВ) (Приказ командующего ЖДВ РФ от 19 ноября 2004 г. № 384);
- медаль «За доблесть» (ФСЖВ) II ст. (Приказ командующего ЖДВ РФ от 17 декабря 2004 г. № 348);
- юбилейная медаль "50 лет Байкало-Амурской магистрали" (08 июля 2024 года);
- медаль «За сотрудничество» (Распоряжение Государственного секретаря Союзного государства от 8 декабря 2009 г.);
- орден Святителя Николая Чудотворца (династический), II ст. (17 декабря 2011 г.), III ст. (1 июня 2004 г.);
- медаль имени Л.С. Выготского Российской академии образования (22 мая 2019 г.);
- медаль "За выдающиеся заслуги" Российской академии образования (Постановление Президиума РАО от 25 апреля 2024 года №3/4)
- медаль «Лауреат ВВЦ» (Постановление от 12 апреля 2005 г. № 13).
- памятный знак "За сужение людям" (учрежден распоряжением Губернатора Самарской области от 18 июня 2020 года №182-р)
- Благодарность Заместителя Руководителя Администрации Президента Российской Федерации, председателя президиума Совета при Президенте Российской Федерации по межнациональным отношениям М.Магомедова за активное личное участие в реализации государственной национальной политики Российской Федерации в связи с 25-летием создания Федеральной национально-культурной автономии Белорусов России.
- Благодарность Мэра Москвы С.С.Собянина (июль 2024 года) - за вклад в укрепление межрегиональных связей между городом Москвой и Республикой Беларусь, активное участие в проведении общественно значимых мероприятий
- Благодарственное письмо Мэра Москвы С.С.Собянина (1 октября 2023 года) - за большой личный вклад в сохранении традиций межнационального мира и согласия в столице, высокий профессионализм и добросовестный труд.

Награды иностранных государств
 Республика Беларусь
- медаль Франциска Скорины — за заслуги в укреплении культурных связей между Республикой Беларусь и Российской Федерацией, большой личный вклад в сохранение традиций белорусской культуры (Указ Президента Республики Беларусь от 22 апреля 2010 года № 195)[27];
- юбилейная медаль «90 лет Вооруженных сил Республики Беларусь» (23 февраля 2008 г.);
- юбилейная медаль «70 лет освобождения Республики Беларусь от немецко-фашистских захватчиков» (26 июня 2014 г.);
- юбилейная медаль «100 лет дипломатической службе Беларуси» (2019 г.);
- юбилейная медаль «100 год Узброенным Сiлам Рэспублікі Беларусь» (100 лет Вооруженным силам Республики Беларусь") (21 мая 2020 г.).
- Почетная грамота Министерства иностранных дел Республики Беларусь за многолетнюю деятельность по развитию взаимовыгодного сотрудничества Республики Беларусь и Российской Федерации, укрепление дружественных отношений между народами, популяризацию белорусской культуры в России (7 декабря 2022 г.).
- Памятная медаль Гомельского областного отделения ОО "Союз писателей Беларуси" «Кiрыла Тураӯскi. Асветнiк. За ӯклад у лiтаратуру» ( 13 декабря 2024 года)
- Благодарственная грамота НАН Беларуси (Приказ НАН Беларуси 19.05.2025 №84-к)  - за плодотворную работу в области сохранения национального историко-культурного наследия и активизацию научного сотрудничества

 Монголия
- Памятная медаль к 100-летию со дня основания Монгольской народной партии (01 декабря 2021 г.)

 ГДР
- медаль Артура Беккера III ст. (1990 г.).

 ПНР
- знак отличия «Крест Янека Красицкого» III ст. (решение президиума ZSMP № 112/48 от 23 июня 1990 г.).

## Почетные звания
Почётное звание «Заслуженный деятель науки Российской Федерации» (Указ Президента РФ от 26 мая 2008 г. № 837) за заслуги в научно-педагогической деятельности и подготовке высококвалифицированных специалистов.
Почётный профессор Военного университета (2011 г.);
Почетный профессор факультета православной культуры Военной академии ракетных войск стратегического назначения имени Петра Великого (2011 г.).
Почетный член профессорского собрания Исторического факультета МГУ имени М. В. Ломоносова (2018 г.).